# Castillo de Castroverde de Cerrato
El Castillo de Castroverde de Cerrato se encuentra en el municipio del mismo nombre, en la provincia de Valladolid, España. Está bajo la protección de la Declaración genérica del Decreto de 22 de abril de 1949, y la Ley 16/1985 sobre el Patrimonio Histórico Español, y el acceso es libre.

## Galería

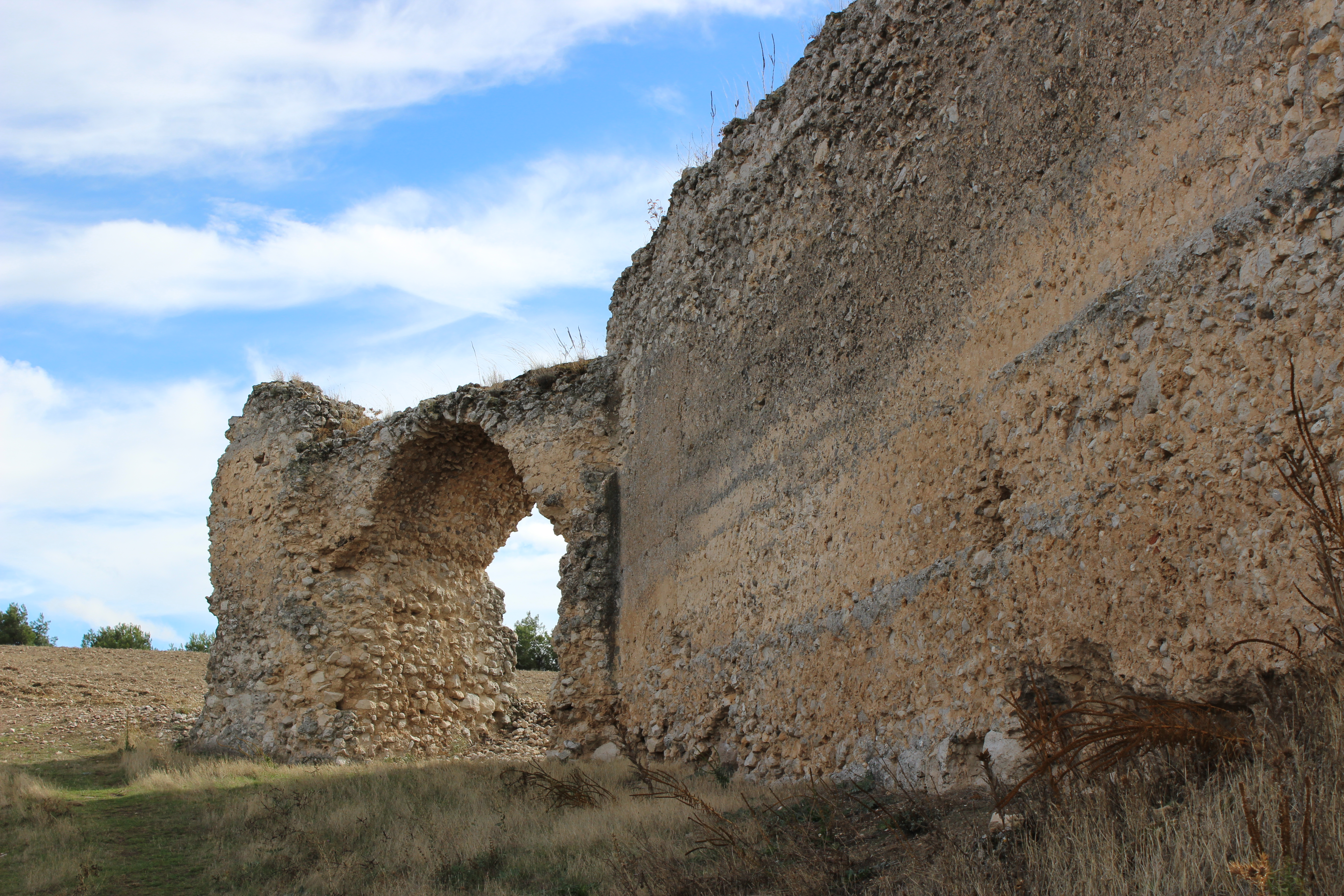
Arco de Santa Clara en "El Cotarro de La Villa". Formaba parte de las murallas del castillo medieval.